# كريستوفر أ. سنكلير
كريستوفر أ. سنكلير (بالإنجليزية: Christopher A. Sinclair)‏ هو شخصية أعمال أمريكي، ولد في 5 سبتمبر 1950 في هونغ كونغ في الصين.

## وصلات خارجية
- كريستوفر أ. سنكلير على موقع إن إن دي بي (الإنجليزية)